# Système éducatif en Italie

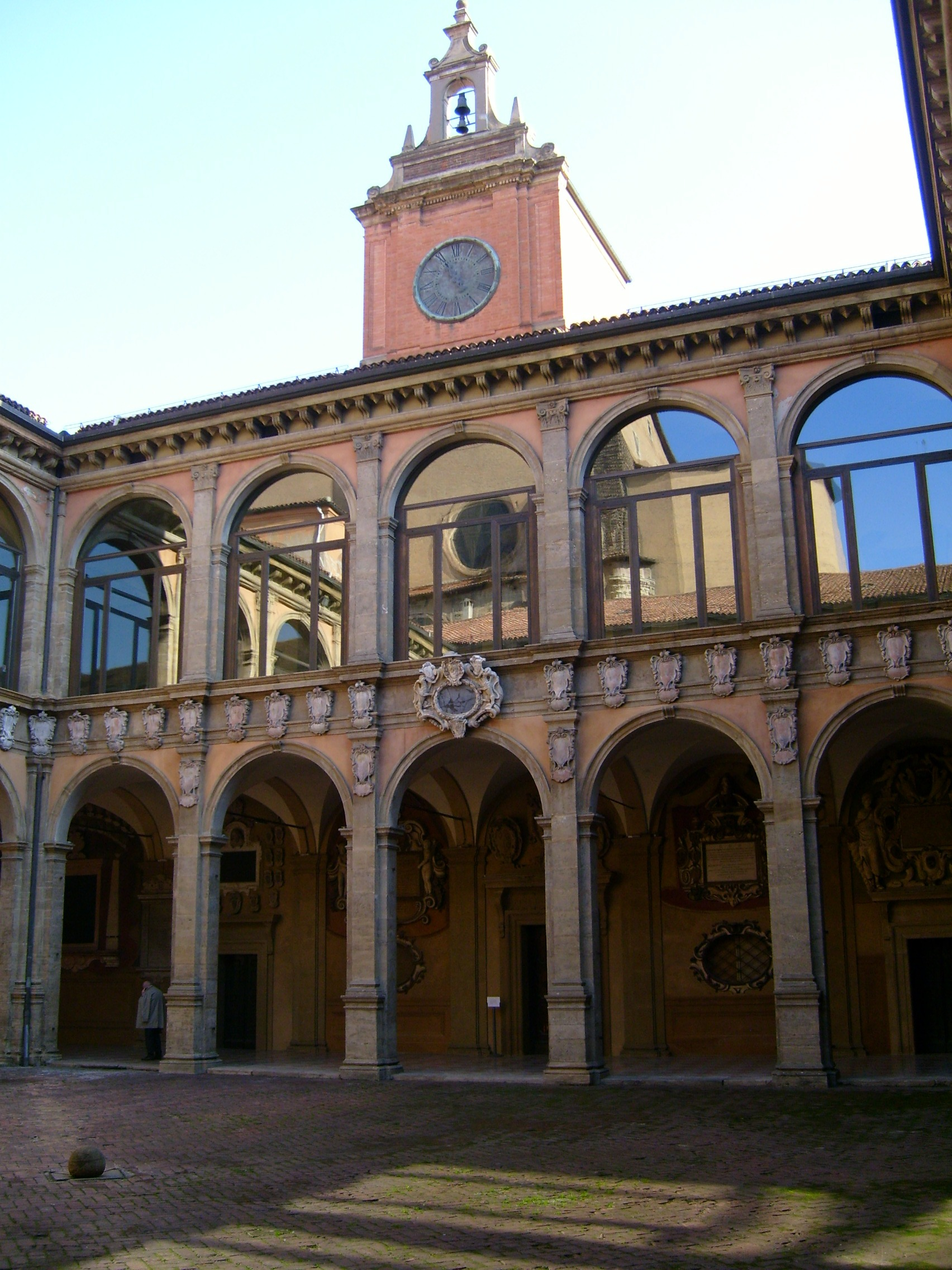
L'université de Bologne, la plus ancienne d'Europe, fondée en 1088.

Le système scolaire italien est organisé centralement par le ministère de l'Instruction publique pour les cycles primaire et secondaire et par le ministère de l'Université de la Recherche pour l'enseignement supérieur. Les établissements scolaires jouissent d'une certaine autonomie organisationnelle, les enseignants sont recrutés par concours et dépendent directement du ministère.

## Généralités
L'école publique est obligatoire jusqu'à l'âge de 16 ans. Les vacances scolaires d'été s'étendent approximativement du 12 juin au 10 septembre et leur étalement est relativement peu régionalisé. L'école primaire prévoit 200 jours scolaires par année au minimum, et souvent, on arrive à 204 ou 205 jours de scolarité. Les vacances de Noël durent deux semaines, du 23 décembre au 7 janvier, celles de Pâques une semaine. Les écoles primaires — surtout dans les zones urbaines — offrent parfois une scolarité à "temps plein" de 8h à 16h du lundi au vendredi, et éventuellement le samedi; la règle générale reste, toutefois, de 30 heures de cours par semaine, reparties sur six jours. Les collèges et les lycées, en revanche, assurent les cours tous les matins jusqu'à 13h du lundi au samedi. Grâce aux politiques d'autonomie scolaire certains établissements ont réorganisé les emplois du temps afin de libérer les samedis ou une semaine en février-mars en assurant plus de cours l'après-midi.
La dénomination officielle des cycles, adoptée en 2004, vise d'une part à anticiper des reformes programmées et d'autre part à éliminer des références considérées sexistes voire non conformes aux directives européennes. Néanmoins, son adoption dans le langage courant est particulièrement difficile en raison de la lourdeur de certaines formulations.[pas clair]

## Schéma d'ensemble
| 2½~4                     | 4~5                      | 5~6                      | 6~7                   | 7~8                   | 8~9                   | 9~10                  | 10~11                 | 11~12                                       | 12~13                                       | 13~14                                       | 14~15                    | 15~16                    | 16~17                    | 17~18                    | 18~19                    | 19~20 | 20~21 | 21~22 | 22~23 | 23~24 |
| Enseignement préscolaire | Enseignement préscolaire | Enseignement préscolaire | Enseignement primaire | Enseignement primaire | Enseignement primaire | Enseignement primaire | Enseignement primaire | Enseignement secondaire                     | Enseignement secondaire                     | Enseignement secondaire                     | Enseignement secondaire  | Enseignement secondaire  | Enseignement secondaire  | Enseignement secondaire  | Enseignement secondaire  | Enseignement supérieur                                                                                            | Enseignement supérieur                                                                                            | Enseignement supérieur                                                                                            | Enseignement supérieur                                                                                            | Enseignement supérieur                                                                                            |
| (I)                      | (II)                     | (III)                    | I                     | II                    | III                   | IV                    | V                     | VI                                          | VII                                         | VIII                                        | IX                       | X                        | XI                       | XII                      | XIII                     | I | II | III | IV | V |
| École de l'enfance       | École de l'enfance       | École de l'enfance       | École primaire        | École primaire        | École primaire        | École primaire        | École primaire        | École secondaire de premier degré (collège) | École secondaire de premier degré (collège) | École secondaire de premier degré (collège) | Lycée                    | Lycée                    | Lycée                    | Lycée                    | Lycée                    | - Université - Instituts techniques supérieurs - Formations supérieures artistiques, musicales et chorégraphiques | - Université - Instituts techniques supérieurs - Formations supérieures artistiques, musicales et chorégraphiques | - Université - Instituts techniques supérieurs - Formations supérieures artistiques, musicales et chorégraphiques | - Université - Instituts techniques supérieurs - Formations supérieures artistiques, musicales et chorégraphiques | - Université - Instituts techniques supérieurs - Formations supérieures artistiques, musicales et chorégraphiques |
| École de l'enfance       | École de l'enfance       | École de l'enfance       | École primaire        | École primaire        | École primaire        | École primaire        | École primaire        | École secondaire de premier degré (collège) | École secondaire de premier degré (collège) | École secondaire de premier degré (collège) | Instituts techniques     | Instituts techniques     | Instituts techniques     | Instituts techniques     | Instituts techniques     | - Université - Instituts techniques supérieurs - Formations supérieures artistiques, musicales et chorégraphiques | - Université - Instituts techniques supérieurs - Formations supérieures artistiques, musicales et chorégraphiques | - Université - Instituts techniques supérieurs - Formations supérieures artistiques, musicales et chorégraphiques | - Université - Instituts techniques supérieurs - Formations supérieures artistiques, musicales et chorégraphiques | - Université - Instituts techniques supérieurs - Formations supérieures artistiques, musicales et chorégraphiques |
| École de l'enfance       | École de l'enfance       | École de l'enfance       | École primaire        | École primaire        | École primaire        | École primaire        | École primaire        | École secondaire de premier degré (collège) | École secondaire de premier degré (collège) | École secondaire de premier degré (collège) | Instituts professionnels | Instituts professionnels | Instituts professionnels | Instituts professionnels | Instituts professionnels | - Université - Instituts techniques supérieurs - Formations supérieures artistiques, musicales et chorégraphiques | - Université - Instituts techniques supérieurs - Formations supérieures artistiques, musicales et chorégraphiques | - Université - Instituts techniques supérieurs - Formations supérieures artistiques, musicales et chorégraphiques | - Université - Instituts techniques supérieurs - Formations supérieures artistiques, musicales et chorégraphiques | - Université - Instituts techniques supérieurs - Formations supérieures artistiques, musicales et chorégraphiques |
| ------------------------ | ------------------------ | ------------------------ | --------------------- | --------------------- | --------------------- | --------------------- | --------------------- | ------------------------------------------- | ------------------------------------------- | ------------------------------------------- | ------------------------ | ------------------------ | ------------------------ | ------------------------ | ------------------------ | --- | --- | --- | --- | --- |

## Crèches et écoles de l'enfance
Les crèches (asili nido) prennent en charge les enfants jusqu'à l'âge de 3-4 ans et sont généralement gérés par les communes. Leur fréquentation est facultative, payante, en fonction des revenus, et très chère.
Les écoles de l'enfance (scuole dell'infanzia) –  terme qui a remplacé l'école maternelle, dont le nom était considéré contraire au principe de parité entre les sexes – accueillent les enfants de 3 à 6 ans (parfois, s'il y a des places disponibles, à partir de 2 ans et demi). Il existe des "scuole dell' infanzia" privées et payantes, mais la plupart sont publiques et payantes en fonction des revenus, et fréquentées par la quasi-totalité des enfants.

## Enseignement primaire
D'une durée de cinq ans, l'école primaire (en italien : scuola primaria) vise à donner aux enfants les connaissances de bases dans plusieurs matières : italien, mathématiques, histoire, géographie, sciences, musique, arts plastiques, informatique, éducation physique et sportive. L'apprentissage d'une seconde langue, généralement l'anglais, débute à partir de la deuxième année. L'organisation prévoit généralement trois instituteurs par classe, (voire plus) enseignant chacun de une à plusieurs matières (souvent par domaine : littéraire ou scientifique). L'enseignement de la religion catholique est facultatif en vertu du Concordat. La durée hebdomadaire est d'environ trente heures, sur six jours, à moins que l'établissement ne prévoie l'augmentation des cours l'après-midi, auquel cas le samedi est libre.
Un examen (licenza elementare) se passait, jusqu'en 2003, à la fin de la cinquième année : il a été actuellement supprimé, n'ayant plus une réelle utilité aujourd'hui, comme la Réforme des cycles a reporté à la terza media la fin du 1er cycle des apprentissages et, par conséquent, l'examen de l'État visant à évaluer les acquis.

## Système d'évaluation pour l'école secondaire italienne
Le système d'évaluation de l'école italienne se base sur un système décimal de note allant de un à dix. Pour ne pas être recalés les élèves doivent avoir au moins six dans toutes les matières aux évaluations finales de l'année scolaire.
Lorsqu'un élève ne réussit pas dans certaines matières, il doit rattraper le travail qu'on a jugé insuffisant dans des épreuves de rattrapage organisées avant le début de l'année suivante (fréquemment fin aout-début septembre). Pour cela il est retenu pendant l'après-midi à l'école par son enseignant ou bien un autre de la même matière où il est en difficulté afin qu'il comble sa « dette » (en italien : debito formativo). Il vaut mieux expliquer que ces cours ne sont pas individualisés et n'ont que l'objectif d'aider ceux qui en ont vraiment besoin. Les épreuves de rattrapage n'existent qu'à l'école secondaire du second degré, alors que les échecs à la scuola media sont de caractère informel et rattrapés au cours de l'an suivant.
En cas d'échec en plusieurs matières, ou si les épreuves de rattrapage ne sont pas jugées passables, le conseil de classe peut décider de ne pas admettre l'élève à la classe suivante. Le redoublement de la même année à l'école secondaire du 2nd degré est permis normalement pour deux fois avant de devoir changer de filière. 
Actuellement, depuis la rentrée scolaire 2008, du fait de l'entrée en vigueur de la première partie de la réforme Gelmini (du nom d'un ministre italien de l'Éducation, de l'Université et de la recherche), les notes sont exprimées, aussi bien au collège qu'au lycée.
Pour l'école primaire on garde l'ancienne évaluation (de non sufficiente[« insuffisant »] à ottimo [« très bien »]) accompagnée des nouvelles notes.

## Enseignement secondaire du premier degré (scuola media)
L'école secondaire de premier degré (en italien : scuola secondaria di primo grado), héritière de l'école moyenne inférieure (scuola media inferiore), ne comporte que trois ans. Introduit en 1963, le système scolaire fonctionne ainsi : prima media, seconda media, terza media (« première, deuxième et troisième [école] moyenne »). Ce type d'école répondait à la volonté de garantir l'égalité des chances entre écoliers issus de couches sociales différentes. En effet, la scolarité est conçue de façon à donner une base de connaissances universelle pour accéder directement au marché du travail aussi bien qu'à des formations générales, techniques et professionnelles. Bien que l'examen final, la licence moyenne (licenza media), reste indispensable pour l'admission aux lycées et à toute activité économique, la hausse de l'obligation l'instruction à 16 ans impose une reconsidération des objectifs de l'école moyenne. Désormais, la plupart des établissements ont élargi l'offre pédagogique bien au-delà des matières obligatoires. Cependant, très souvent les lycées ne sont pas en mesure de proposer une suite cohérente aux compétences acquises, notamment dans le cas du latin et de la seconde langue vivante qui comporte généralement un redémarrage complet, en raison aussi du caractère optionnel du choix entre certaines matières, et de la conséquente différence de niveau entre les compétences des élèves d'une même classe. On compte près de 10 030 écoles d'enseignement secondaire accueillant 2,5 millions d'élèves.

### Examen d'État du1ercycle(licenza media)
L'examen de licenza media consiste en quatre épreuves écrites, l'épreuve nationale INVALSI et une épreuve orale. Les compétences sont évaluées par une commission composée par des professeurs internes et présidée par un commissaire externe.
Les épreuves écrites sont rédigées et évaluées directement par le jury scolaire, et sont généralement les mêmes pour toute l'école.

#### Épreuves écrites
- Épreuve d'italien : rédaction d'une composition portant sur l'actualité, la littérature ou des expériences personnelles (4 h).
- Épreuve de mathématiques : série de questions de géométrie, algèbre, et mathématiques appliquées aux sciences et aux technologies.
- Épreuve de langue anglaise : questions de grammaire et de compréhension textuelle, résumé ou rédaction.
- Épreuve de langue vivante 2 : questions de grammaire et de compréhension textuelle, résumé ou rédaction.
- Épreuve nationale INVALSI : questions de grammaire et de compréhension textuelle; questions de mathématiques. Cette épreuve est la même dans tout le pays.

#### Épreuve orale
- Entretien pluridisciplinaire : L'étudiant est interrogé par un jury sur l'ensemble des disciplines étudiées et plus précisément sur des travaux de recherche préparés personnellement. La forme de l'entretien doit permettre de vérifier les capacités de raisonnement interdisciplinaire ainsi que dans les matières non abordées dans les examens écrits.

#### Évaluation
Le système italien de notations prévoit des notes sur une échelle décimale (de 1 à 10), la note minimale pour réussir en fin d'année étant 6.
Le résultat de l'examen est une note qui résulte de la moyenne de sept notes:
- La note de présentation : une note du conseil de classe de la troisième année qui résume le cursus d'études des trois ans.
- Le quatre notes des écrits (évaluées par le jury)
- La note de l'épreuve INVALSI (évaluée avec les dispositions venant du ministère de l'Instruction publique)
- La note de l'épreuve orale (évaluée par le jury)

La moyenne est arrondie à l'entier le plus proche. Le jury peut attribuer aux résultats de 10 la mention e lode.
En cas d'échec (moyenne 5 ou moins), l'étudiant doit redoubler la troisième année de la scuola media.

## Enseignement secondaire du second degré
Le terme « lycée » (en italien : liceo) s'applique seulement aux filières générales (classique, scientifique, linguistique, artistique). Dans le système public, chaque établissement est généralement spécialisé dans une seule filière.
On distingue notamment les cinq années en un cycle de deux ans (d'enseignement plus général) et les trois dernières années (plus de spécialité).

### Éducation générale
Le lycée est envisageable pour les élèves qui prévoient une poursuite d'études de niveau universitaire et veulent une formation culturelle générale.
Les matières communes aux différentes filières sont celles de base de langue et littérature italienne, histoire et géographie, philosophie, langue étrangère 1 (quasi universellement l'anglais), mathématiques, sciences naturelles (chimie, biologie, sciences de la Terre), physique, histoire de l'art, éducation physique.
Environ la moitié des élèves qui s'inscrivent en 1re année à l'école secondaire du second degré le font au lycée.
Bien qu'aucun lycée ne prévoie une sélection à l'entrée, les lycées prestigieux imposent des critères de notation très stricts qui mènent beaucoup d'étudiants à changer d'établissement pendant les premiers mois et à des taux d'échec qui peuvent monter jusqu'à 50 % dans les deux premières années.

#### Lycée classique (Liceo classico)
Très axée sur les lettres classiques (latin, grec ancien, langues et littératures), cette filière est considérée encore aujourd'hui comme la meilleure préparation intellectuelle pour acheminer des études supérieures[réf. nécessaire]. L'appellation des années d'étude reflète la tradition de cette formation qui reprend l'expression ginnasio pour définir ses deux premières années, hérités de la période précédant l'établissement du collège unique. Ainsi les classes 1a, 2a e 3a liceo, correspondent aux 3a, 4a e 5a liceo des autres filières.
Cette formation est délivrée généralement par les lycées « historiques » de chaque ville, dont le « Sarpi » à Bergame, le « Parini » et le « Berchet » à Milan, le « Mamiani », le « Tasso » et le « Visconti » à Rome ainsi que le « D'Oria » à Gênes. En 1993-1994, le ministère de l'Instruction publique a mené un projet pilote en instituant des classes européennes dans les internats.

#### Lycée scientifique (Liceo scientifico)
Moins attachés aux traditions par rapport aux lycées classiques, les lycées scientifiques représentent désormais[Quand ?] la filière générale la plus répandue. Tout en gardant l'enseignement obligatoire du latin jusqu'à l'examen de fins d'études secondaires, les lycées scientifiques sont axés sur les mathématiques et les sciences naturelles et proposent plusieurs spécialités (informatique, mathématiques, langues vivantes, etc.). La qualité de ce type de formation est souvent mise en valeur par des évaluations nationales et européennes. Certains lycées ont désormais acquis un prestige comparable aux grands lycées classiques.
Trois options en existent :
- option traditionnelle : on prévoit l'enseignement du latin et un enseignement renforcé de philosophie ;
- option sciences appliquées : on prévoit l'enseignement renforcé de chimie, biologie et informatique ;
- option sportive : on prévoit l'enseignement renforcé d'éducation physique ainsi que la matière spécifique de disciplines sportives.

#### Lycée linguistique (Liceo linguistico)
Cette filière est spécialisée dans les langues vivantes. Trois langues vivantes sont enseignées dans ces lycées, le plus souvent l'anglais (obligatoire pour tous les lycées), le français, l'allemand et l'espagnol. Le lycée linguistique est moins axé sur les sciences que le lycée scientifique (mais on y apprend quand même les mathématiques, la physique, la chimie, la géologie, l'astronomie...) et, contrairement au lycée classique, le grec ancien n'y est pas enseigné.

#### Lycée des sciences humaines (Liceo delle scienze umane)
Cette filière est caractérisée par l'enseignement de psychologie et sociologie et, secondairement, droit et économie.
Deux options en existent :
- option traditionnelle : on prévoit l'étude du latin et un enseignement renforcé de psychologie et sociologie
- option économique-juridique : on prévoit l'enseignement de droit et économie jusqu'au bac et une deuxième langue étrangère

#### Lycée artistique (Liceo artistico)
Cette filière est spécialisée dans les domaines des arts visuels, une des caractéristiques du système italien consistant à proposer une filière artistique bien définie, généralement plus spécialisée que dans les autres pays.
On y recense six spécialités (Architettura e ambiente, Arti figurative, Audiovisivo e multimediale, Design, Grafica, Scenografia), elles-mêmes subdivisées, parfois, en options plus spécifiques (ex. : design de la céramique).

#### Lycée musical et de la danse (Liceo musicale e coreutico)
Une filière spécialisée en arts musicaux et de la danse, les études sont organisées avec l'aide des conservatoires de musique ou des académie de danse qui valorisent les matières propres à l'établissement.
Deux sections existent : musique et danse.

### Formation technique
Les instituts techniques (en italien : istituti tecnici) sont un regroupement de filières ayant pour but de donner une formation avancée dans un domaine spécifique de l'action humaine dans les secteurs économique, technologique ou des services de biens en fournissant une formation générale permettant de renouveler les acquis au fur et à mesure des changements des outils et des procédés spécifiques dans le travail.
Un certain nombre de diplômés poursuivent leurs études à l'université ou dans des instituts techniques supérieurs.

#### Secteur économique
Les filières du secteur économique se focalisent sur l'enseignement de l'économie et la gestion d'entreprise, et prévoient l'étude de deux ou trois langues étrangères.
Deux filières existent, les deux premières années étant identiques pour les deux :
- Administration, finance et marketing (avec trois options possibles, préparant au métier de comptable)
- Tourisme (pour l'industrie du tourisme)

#### Secteur Technologique
Les filières du secteur technologique recueillent tous les secteurs où une étude approfondie des sciences et technologies est requise pour apprendre les bases de fonctionnement d'un secteur productif.
Neuf filières existent avec plusieurs sous-options, les deux premières années étant identiques pour toutes les filières :
- Agriculture, agroalimentaire et agro-industrie
- Chimie, matériels et biotechnologie
- Constructions, environnement et territoire
- Électronique et électrotechnique
- Graphique et communication
- Informatique et télécommunications
- Mécanique, machines et énergie
- Système de la mode
- Transports et logistique

### Instituts professionnels
La formation des instituts professionnels (en italien : Istituti professionali) ont pur but de former des spécialistes dans un type de travail spécifique liée au monde ouvrier, artisanal, ou des services commerciaux ou à la personne.
Plusieurs filières existent, très spécialisées. Ce type d'étude est envisageable si on prévoit de vouloir entrer dans le monde du travail comme maître d'un certain métier.
La poursuite des études dans les instituts techniques supérieurs ou (moins souvent) dans les universités est cependant possible.

#### Alberghiero
Ce sont des lycées d'enseignement spécialisé dans la cuisine et l'hôtellerie.

### Instruction et de formation professionnels
Les parcours d'instruction et de formation professionnels (en italien :  Istruzione e Formazione Professionale (IeFP) sont des cours organisés par les Regioni sur des standards définis par le Ministère de l’Instruction visant à l'obtention d'un diplôme professionnalisant en alternance étude-formation en entreprise. Ils correspondent à des métiers précis, la validité de ce type de diplôme étant communautaire grâce aux accords sur la formation professionnelle de l'UE.
Il est destiné à ceux qui envisagent une entrée rapide dans le monde du travail sans passer trop de temps sur des études théoriques, bien qu'une formation générale de citoyenneté est néanmoins fournie.
Le cours de base est de trois ans, avec une quatrième année possible d'approfondissement. Ce type d'étude ne s'achève pas par l'examen d'État (en italien : esame di Stato) typique des parcours scolaires de cinq ans, et ne permet pas d'inscription à l'université.

### L'examen final d'État (maturità)
Les études secondaires générales, technologiques et professionnelles s'achèvent par l'obtention d'un diplôme d'État, anciennement appelé maturité (en italien : maturità). Depuis 1999 l'examen se fonde sur trois épreuves écrites et une épreuve orale et prend en considération le contrôle continu. Les sujets des deux premières épreuves écrites sont choisis par le ministre de l'Instruction publique et envoyés aux écoles par courriel sécurisé.

#### Les épreuves
- Première épreuve écrite (italien) : dissertation d'ordre général ou historique, analyse d'un texte littéraire, essai ou production d'un article de journal.
- Deuxième épreuve écrite (spécialité) : la deuxième épreuve porte sur une discipline propre à la filière (ex : dans les lycées classiques une version latine ou grecque, dans les lycées scientifiques un examen de mathématiques qui dure 3 a 4 h , dans les lycées linguistiques une rédaction en langue étrangère).
- Entretien oral : l'entretien oral peut porter sur toutes les disciplines abordées en dernière année ainsi que sur la soutenance d'un mini-mémoire pluridisciplinaire rédigé par le candidat.

#### La notation
La notation finale est calculée en se fondant sur les coefficients suivants :
- 40 points maximum Crédit scolaire (12+13+15 pendant les trois dernières années)
- 40 points maximum Épreuves écrites (20 points par épreuve)
- 20 points maximum Entretien oral
- jusqu'à 5 points Bonus (octroyés par le jury pour des prestations exceptionnelles à condition d'avoir au moins 15 points de crédit scolaire et 70 aux épreuves).

Le diplôme est délivré aux étudiants ayant obtenu au moins 60 points sur 100. La mention e lode peut être obtenue sur une note de 100 avec des critères très stricts. Le diplôme est rédigé en quatre langues officielles de l'Union européenne en plus de l'italien. Chaque diplôme a la même valeur légale, indépendamment de l'établissement scolaire où il a été obtenu.

## Universités
En Italie, l'autonomie des universités est garantie par la Constitution depuis l'entrée en vigueur de celle-ci, en 1948. La gouvernance de l'université y est assurée par le conseil d'administration et par un Sénat académique.
| Dottorato (3)         |
| Laurea Magistrale (2) |
| Laurea Triennale (3)  |
| Italie                |

Depuis 2000 l'organisation, composée auparavant d'un seul cycle d'études menant à la laurea) en 4 à 6 ans, a été modifiée et elle est maintenant divisée en deux cycles menant respectivement à la laurea triennale (3 ans) et à la laurea magistrale (appelée jusqu'en 2007, laurea specialistica ; 2 ans ultérieurs).
Depuis l'année universitaire 2001-2002, toutes les nouvelles formations appliquent le système « LMD », connu en Italie comme « 3+2 ». Des études de troisième cycle peuvent déboucher sur un dottorato di ricerca (doctorat). La réforme a comporté un bouleversement intégral de l'enseignement supérieur qui n'offrait qu'un seul niveau de diplôme, la laurea correspondant à une maîtrise qui donnait accès au titre de dottore. L'objectif de la réforme étant celui de réduire l'abandon universitaire par l'établissement d'un diplôme professionnalisant après trois ans d'études, le titre de dottore est désormais livré aux titulaires d'une licence.
Il existe des établissements publics d'excellence comme l'École normale supérieure de Pise, l'École supérieure Sainte-Anne de Pise ou encore l'École internationale supérieure d'études avancées à Trieste.
Le système universitaire italien est basé sur le système ECTS, où un an d'études est considéré comme équivalent de 60 crédits, en Italie appelés CFU : Crediti Formativi Universitari (pour les universités) ou CFA (pour les académies des arts et les conservatoires de musique). Chaque unité de formation correspond à une quantité de CFU qui sont attribués à l'étudiant à la conclusion positive de celle-ci.

### Laurea
La laurea est le titre de premier niveau, qui correspond à trois ans temps-plein d'études (180 CFU).
Plusieurs classes de laurea existent, qui correspondent à différentes formations-type avec des critères généraux décidés par le ministère de l'Instruction et de l'Université (ex. en Sciences physiques, ou en Langues et littératures étrangères) qui garantissent une uniformité nationale ; les spécificités des cours sont par contre décidées par chaque institution universitaire suivant ses propres vocations.
Chacune de ces classes fournit une valeur légale au titre de diplôme: pour la participation à concours publiques où l'exercice d'une profession réglementée il faut posséder une laurea d'une classe spécifique (selon le cas échéant).

### Laurea magistrale
La laurea magistrale est le titre de deuxième niveau, qui correspond à deux ans au-delà de la laurea (120 CFU ultérieurs). Le cours se termine par la rédaction d'une thèse souvent originale correspondant à quelques mois de travail.
Il existe aussi, pour des champs particuliers, des lauree magistrali a ciclo unico de cinq (300 CFU) ou six ans (360 CFU) qui sont accessibles directement après le baccalauréat (sans passer par l'obtention préalable d'une laurea).
Comme pour le lauree, plusieurs classes de laurea magistrale existent.

### Master
Le master est un diplôme qui s'obtient en un an (60 CFU) après la laurea (master de 1er niveau) ou la laurea magistrale (master de 2nd niveau) et que chaque université peut activer en autonomie pour fournir des spécialisations dans des domaines particuliers.

### Specializzazione
Les cours de specializzazione sont des cours de troisième niveau d'au moins deux ans, intégrables après une laurea magistrale et activées suivant des lois spécifiques.
Les plus notables sont les specializzazioni mediche, écoles de spécialisation médicales pour ceux qui, après une laurea magistrale en médecine, veulent devenir médecin spécialiste. L'inscription se fait par concours national. Elles ont une durée de trois ans voire plus, selon les spécialités.

### Dottorato di Ricerca (Doctorat)
Le dottorato di ricerca est un titre de troisième niveau, qui correspond à un parcours de formation à la recherche scientifique. Il peut s'obtenir en trois (voir plus) ans après une laurea magistrale, et suive les standards internationaux pour de cours de niveau équivalent.
Chaque doctorant est suivi personnellement par un relatore di tesi (directeur de thèse), un professeur d'université ou un chercheur d'un établissement de recherche, qui l'intègre dans un groupe de recherche professionnel. Il se termine par la rédaction d'une thèse de recherche originale sur le travail principal suivi dans le parcours (validée souvent par des publications dans des revues internationales du domaine suivi).
L'inscription se fait par concours. Le Ministère de l'Instruction et de l'Université couvre la majorité des bourses disponibles pour les doctorants, et des bourses par organisations diverses sont disponibles. Si un étudiant réussit le concours d'admission mais n'est pas bien classé pour obtenir une bourse, il peut néanmoins s'inscrire comme payant.

## Divers
Il existe comme dans toute l'Europe diverses filières de formation professionnelle.

## Enseignement privé
L'école publique est de loin la plus répandue en Italie. Il existe cependant des institutions privées, pas nécessairement religieuses. À l'exception de quelques établissements catholiques ou étrangers, les lycées privés jouissent généralement d'une mauvaise réputation, puisqu'ils acceptent souvent les étudiants ayant échoué dans le secteur public.

## Les critiques
Certaines critiques apparaissent, mettant en avant des crédits et des investissements insuffisants, ou regrettant la difficulté à être titularisé et les dérives qu'elle peut amener. Ces critiques voient ce système comme obsolète et nécessitant d'être réformé en profondeur pour répondre aux exigences de la société l'information et de la mondialisation. Or, tous les projets de réforme au niveau primaire et secondaire n'ont pas abouti à cause d'une forte opposition des professeurs et des parents d'élèves.
Les principaux objectifs sont ceux de réformer la structure pédagogique des collèges et des lycées. En effet, la scuola media unica est le résultat d'une politique de démocratisation de l'éducation qui remonte aux années 1960 qui visait à offrir un niveau de formation exhaustif à la fois pour entrer dans le monde du travail et pour accéder aux lycées. Après les réformes qui ont prolongé l'obligation scolaire jusqu'à 16 ans, ce cycle d'études a perdu sa raison d'être. Les gouvernements de L'Olivier (1996-2001) ont proposé de fusionner les écoles primaires et les collèges afin d'avoir une formation continue de huit ans. Cependant, cette démarche implique des problèmes considérables en matière de formation et de statut des enseignants qui sont issus de filières différentes. Le deuxième point critique concerne le passage du collège au lycée : si au moment de son institution le collège unique devait éviter un clivage social après les classes élémentaires, désormais on considère que le collège devrait orienter vers les différentes filières des lycées sur la base du mérite. En effet, la séparation stricte entre filières de lycées et leur distribution asymétrique sur le territoire empêche une véritable mixité sociale dans les lycées. Or, les propositions d'assouplir les différences entre section, de créer des passerelles ou de prolonger la période de formation commune ont rencontré l'hostilité des parents et des enseignants qui craignent que ceci puisse se traduire par une détérioration de la qualité de l'enseignement.
Enfin, l'un des pièges le plus ressenti dans le système scolaire publique italien est la complexité de l'embauche qui doit répondre d'un côté au principe de mérite et d'équité dans les concours et de l'autre côté à la nécessité de garantir un avenir à tous les professeurs précaires embauchés comme remplaçants ou en raison des dissymétries du système qui rassemblent les enseignants les plus qualifiés dans les grands lycées urbains.